# Daniel Chasseing
Daniel Chasseing, né le 10 avril 1945 à Le Lonzac en Corrèze, est un homme politique français. Il est sénateur de la Corrèze depuis octobre 2014 (réélu le 27 septembre 2020).

## Biographie
Il est maire de sa commune natale, Le Lonzac, de 1989 à 2001 avant d'être élu à la tête de celle de Chamberet. Il est également conseiller général du canton de Treignac de 1979 à 2014, d'abord élu sous l'étiquette du RPR puis de l'UMP.
Daniel Chasseing est candidat lors des sénatoriales de 2008 en Corrèze ; mais il est battu au second tour par les candidats du PS, Bernadette Bourzai et René Teulade.
Il est élu sénateur de la Corrèze le 28 septembre 2014. Il est rattaché au groupe Les Républicains du Sénat. Il rejoint le groupe LIRT en 2017. Il est réélu sénateur de la Corrèze le 27 septembre 2020.
Il soutient Alain Juppé pour la primaire présidentielle des Républicains de 2016.
Il est depuis 2017, le président fédéral du Parti radical en Corrèze.
Daniel Chasseing soutient Valérie Pécresse lors de l'élection présidentielle de 2022 : « Je soutiens Valérie Pécresse à la présidentielle. C'est un soutien à titre personnel qui n'engage pas le Parti radical ». 